# 中野昌宏 (テレビディレクター)
中野 昌宏（なかの まさひろ、1957年1月1日 - ）は、日本の演出家・テレビディレクター。茨城県出身。
TBSやフジテレビジョンにて番組契約のディレクターとして活動後、1995年にテレビ朝日に入社。制作2部所属の社員ディレクターとして多数の作品を手がける。
現在はテレビ朝日を退社。再びフリーランスとして、ドラマ演出やワークショップ講師として現在も活動中。

## 作品歴

### TBS
- 月曜ゴールデン・森村誠一サスペンス「魔性の群像 刑事・森崎慎平」
- パパは保母さん
- 男女7人秋物語
- 男女7人夏物語
- 受胎の森
- 恋人たちのいた場所

### テレビ東京
- かりゆし先生ちばる!
- 水曜ミステリー9
  - 「ガンリキ 警部補・鬼島弥一」
  - 「ドクターハート 薮田公介の事件カルテ」

### テレビ朝日
- スタイル!
- 舞妓さんは名探偵!
- 愛しすぎなくてよかった
- はみだし刑事情熱系
- 海がきこえる
- 外科医柊又三郎
- ネオドラマ「ラブ・アローン」

### フジテレビ
- 七人の敵がいる!
- ウーマンドリーム
- ホテルウーマン
- 学校へ行こう!
- ラブストーリーは突然に
- 世にも奇妙な物語「盗聴レシーバーの怪」「運命の赤い糸」「長い一日」
- 恋のパラダイス
- 東京ストーリーズ「プラチナ・ストーリー」
- 世界で一番君が好き!
- 同・級・生
- ハートに火をつけて!
- 君の瞳に恋してる!
- 抱きしめたい!
- 仰げば尊し「2年C組の奇跡」

### 日本テレビ
- 瞳に星な女たち
- アイシテイルと描いてみた